# Митридатизация
Митридатизация е явление, при което организмът си изгражда имунитет към отрова чрез редовното ѝ поемане в несмъртоносни количества.
Особено показателен е случаят на насекомите: при химическа атака оцелелите не просто си изграждат имунитет срещу съответното вещество, но и го предават на поколението си.
Названието идва от името на малоазийския владетел Митридат VI Евпатор. Едната версия е, че той толкова дълго бил привиквал организма си към вредни вещества, че когато решил да се самоубие, не успял да го стори с отрова. Другата е свързана с упорството му срещу римляните: като насекомите, които можеш да тровиш до безкрай, но винаги се връщат, при това по-силни, войските му били разбивани множество пъти, но винаги се събирали и нападали отново.
На внимателната дозировка и поемане на иначе вредоносни вещества се базира и хомеопатията.